# Hello Kitty
Hello Kitty (Kiti howaito?) este un personaj fictiv produs de compania japoneză Sanrio. Acest personaj a fost creat de către Yuko Shimizu, iar în prezent este proiectat de către Yuko Yamaguchi.

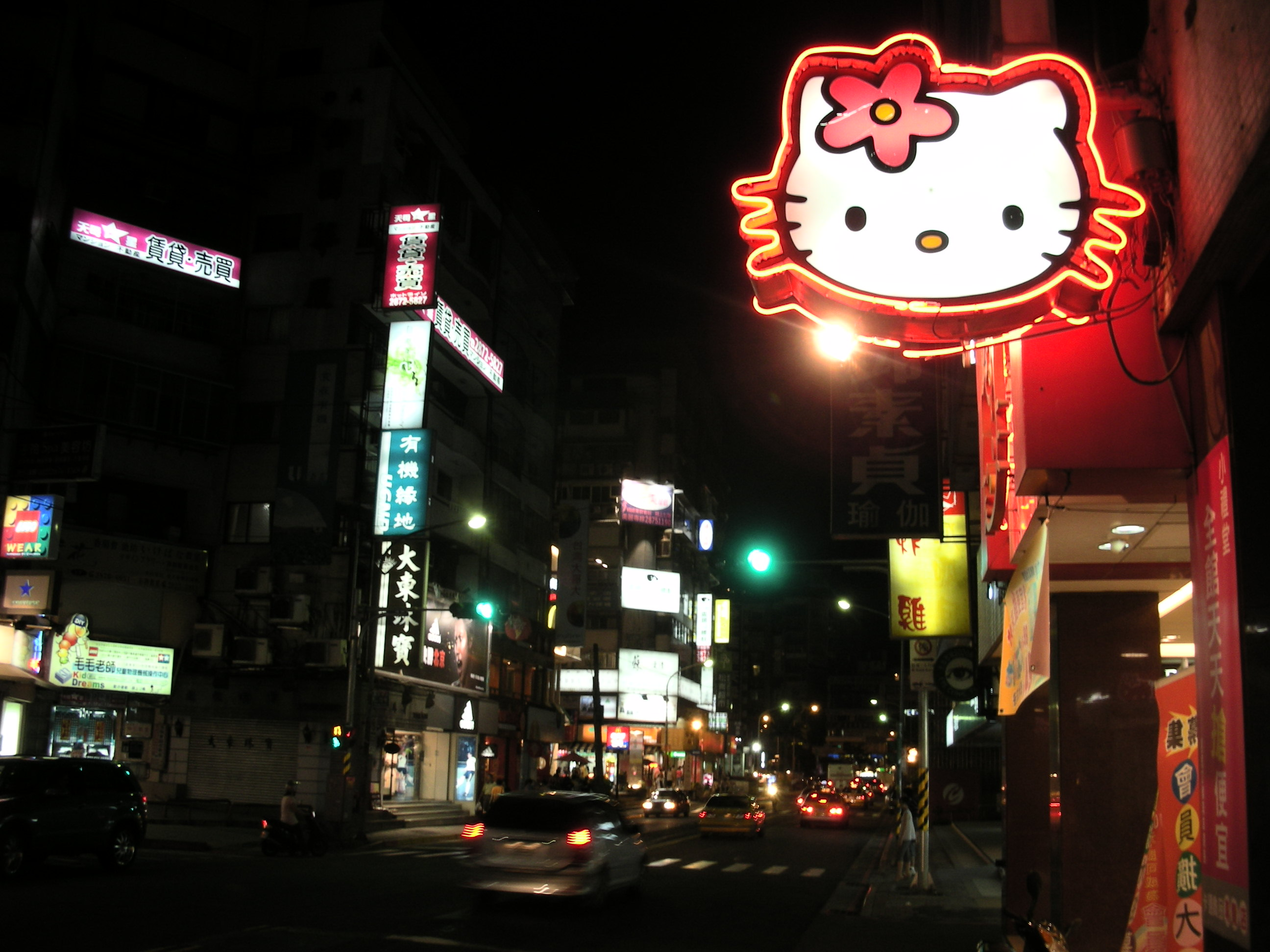
Hello Kitty

Hello Kitty reprezintă o pisicuță albă care zâmbește și poartă mereu o fundiță roșie.
Hello Kitty apare pentru prima dată pe o pungă, în Japonia în anul 1974, iar mai târziu,în 1976, acesta ajunge și în Statele Unite. Caracterul reprezintă un segment din cultura japoneză populară. Până în anul 2010, Sanrio a reușit să facă din Hello Kiity un fenomen de marketing la nivel global, ce a adus câștiguri în valoare de 5 miliarde de dolari pe an. În 2014, când Hello Kitty a împlinit 40 de ani, valoarea ei reprezenta aproximativ 7 miliarde de dolari pe an, toate acestea fără publicitate.
Piața Hello Kitty vizează femeile, pre-adolescentele, tinerele fete, dar mai nou, aceștia au introdus o gamă de produse dedicată și adulților. Pisicuța se găsește într-o gamă variată de produse începând cu rechizite școlare pentru cei mici până la produse cosmetice și haine. Ea este de asemenea prezentă și la TV în diferite serii de televiziune dedicate celor mici.
Hello Kitty reprezintă personajul principal al parcurilor japoneze Sanrio Harmonyland și Sanrio Puroland.

## Personajul
Inițial, a fost cunoscută ca fiind "Pisicuța albă fără nume", dar acum pe profilele oficiale ea este lansată cu numele de "Pisicuța Albă". Acest personaj a luat naștere în suburbiile Londrei în Anglia, pe data de 1 noiembrie. Înălțimea ei este echivalentul a cinci mere, iar greutatea ei estimează trei mere.
Portretul ei înfățișează o față caldă, luminosă, fiind asemeni unei fetițe, bună la suflet și având o legătură strânsă cu sora ei geamănă, Mimmy. Este descrisă ca fiind foarte bună la gătit și iubește plăcinta cu mere a mamei sale. Îi place să colecționeze lucruri, iar materiile ei preferate sunt engleza, muzica și desenul.
Acest personaj este mai degrabă un gijinka sau mai bine zis, o personificare a unei pisici. În august 2014, Sanrio spune despre Kitty White unui antropolog că aceasta nu e doar o pisică, oferindu-i informații despre o fetiță cu numele Kitty White, care locuiește în Londra. Luând toate acestea în considerare, un PR de la Sanrio compară acest fenomen cu fenomenul Mickey Mouse zicând "Nimeni nu ar confunda un caracter Disney cu o ființă umană,dar în același timp,el nu este tocmai un șoarece.La fel și Hello Kitty, nu este o ființă umană, dar nu este nici doar o simplă pisică."
Hello Kitty are o familie numeroasă,iar numele lor de familie este White (Alb). Sora ei geamănă,Mimmy este foarte "timidă și fetișcană". O pasionează cusutul și visează la căsătorie. În timp ce Hello Kitty poartă o fundă roșie pe urechea stângă, Mimmy poartă una galbenă pe cea dreaptă.Tatăl lor George este descris ca fiind un motan plin de încredere și de umor. Mama lor Maria este portretizată ca fiind o bună bucătăreasă,care iubește gospodăria. Bunicului Anthony îi place să spună povești iar bunicii Margaret îi place cusutul. Dear Danie este prietenul din copilarie a lui Hello Kitty. Profilul său îl descrie ca fiind născut la Londra pe data de 3 mai, cu numele de Daniel Starr. Acesta a călătorit cu părinții săi și a fost departe de Hello Kitty pentru o lungă perioadă de timp. El e un motan la modă și sensibil, bun la dans și interesat de fotografie. Charmmy Kitty  este animalul de companie a lui Hello Kitty, un persan alb. Ea este descrisă ca fiind o ascultătoare și o adeptă a lucrurilor strălucitoare. Colierul ei deține cheia casetei de bijuterii a lui Hello Kitty. Hello Kitty are, de asemenea, un hamster ca și animal de companie pe nume Sugar și reprezintă un cadou de la Dear Daniel.

## Trecut
În 1962, Shintaro Tsuji, fondatorul Sanrio, a început să vândă sandale de cauciuc cu flori pictate pe ele. Tsuji a remarcat profiturile obținute prin adăugarea unui desen drăguț  sandalelor,iar astfel a angajat caricaturiști pentru a  proiecta personaje simpatice pentru marfa sa.Compania a produs o linie de mărfuri cu caractere pe care le ofereau cu diferite  ocazii cadou. Hello Kitty a fost proiectat de Yuko Shimizu și a fost adăugat la gama de caractere timpurii Sanrio în 1974. Prima apariție a  personajului Hello Kitty a fost pe un vinil pungă de monede din Japonia unde a fost înfățișată stând între o sticlă de lapte și un castron auriu.Ea a apărut pentru prima dată în statele Unite în 1976.
Sanrio a decis să o facă pe Hello Kitty britanică, deoarece în momentul în care ea a fost creată, multe țări străine, în special Marea Britanie, au fost la modă în Japonia. În plus, Sanrio a avut deja o serie de caractere stabilite în SUA și au vrut ca Hello Kitty să fie diferită. Shimizu a primit numele de Kitty de la Lewis Carroll prin Looking-Glass, unde,într-o scenă la începutul cărții, Alice se joacă cu o pisica ș și o numește Kitty.Motto-ul Sanrio este "comunicare socială" și Tsuji a vrut să reflecte acest lucru. El  a considerat primul "Hi Kitty" înainte de a ajunge la "Bună ziua" ca fiind salutul standard.Purtătorii de cuvânt ai Sanrio au spus că Hello Kitty nu are o gură pentru că vor,ca oamenii să "proiecteze sentimentele lor pe caracter"sau "să fie fericiți sau triști, împreună cu Hello Kitty. "O altă explicație pe Sanrio a dat-o pentru lipsa ei de o gura este ca ea" vorbește din inimă". Reprezentanții pentru Sanrio au declarat că o  văd pe Hello Kitty ca un simbol al prieteniei, și speră că astfel vor încuraja prieteniile între oamenii din întreaga lume.

## Istorie
Hello Kitty s-a vândut foarte bine după lansarea din 1974 și vânzările Sanrio au crescut de șapte ori până să înceapă să scadă temporar în 1978. Seriii noi cu Hello Kitty având diferite modele tematice sunt eliberate în mod regulat, în urma tendințelor actuale. Yuko Yamaguchi, principalul proiectant pentru majoritatea istoriei Hello Kitty, a spus că este inspirat de modă, filme și TV în crearea noilor modele.
Hello Kitty a fost inițial comercializată  doar în rândul tinerelor fete. În anii 1990 piața țintă pentru Hello Kitty a fost extinsă pentru a include adolescenți și adulți fiind considerat un brand retro.Sanrio a început să vândă Hello Kitty-produse de marcă, cum ar fi poșete și laptop-uri pentru cei care au trecut deja de vârsta 3-7 ani.Anii 1994-1996 s au fost dedicați unui public țintă mai matur.
În conformitate cu Sanrio, în 1999 Hello Kitty apărut pe 12.000 de produse diferite anual. Până în 2008, Hello Kitty a fost responsabilă pentru jumătate de 1 miliard dolari,venituri Sanrio și au fost peste 50.000 de produse de Hello Kitty marca diferite în peste 60 de țări.Începând din 2007,în urma tendințelor din Japonia, Sanrio a început să folosească modele întunecate pentru Hello Kitty cu mai mult negru și mai puțin roz, trăgând departe de stiluri kawaii.

## Produse
Inițial vizează piața de pre-adolescenți de sex feminin.Gama de produse Hello Kitty s-a extins foarte mult în ultimul timp, ajungând tot drumul de la păpuși, autocolante, felicitări, haine, accesorii, rechizite și papetărie la poșete, prăjitoare de pâine, televizoare, alte electrocasnice, masaj și echipamente de calcul până la avioane. Aceste produse variază de la obiecte dedicate fetelor, dar și băieților ,până la colecții rare.

## Financiar
Începând din 2009, Banca Americii a început să ofere Hello Kitty-tematice pentru verificarea conturilor, în cazul în care titularul de cont poate obține controale și un card de debit Visa cu fața lui Hello Kitty pe el.Carduri de debit MasterCard au fost reprezentate de Hello Kitty ca fiind un design din 2004. În Thailanda, KBank oferea card de debit Hello Kitty K-Max. 

## Hello Kitty''la înălțime"
Sanrio și diverși parteneri ai companiei au lansat produse Hello Kitty, inclusiv chitara electrică Hello Kitty Stratocaster (din 2006, cu Fender în SUA) și chiar și un Airbus A330-200,avion comercial pentru pasageri, numit Hello Kitty Jet (2005 2009, cu EVA Airways din Taiwan). La sfârșitul anului 2011 și începutul anului 2012, EVA Air a reînviat  "Hello Kitty" Jets cu trei noi modele A330-300s. Cu toate acestea, din cauza cererii ridicate, compania aeriană a mai adăugat două pe A330-200s existente la mijlocul anului 2012. La un an după, EVA Air a adaugat un alt Hello Kitty Jet pe unul dintre 777-300ERs lor, care figurează nu numai caractere Hello Kitty, dar și alte caractere Sanrio de asemenea.
2009 a marcat colaborarea dintre îmbrăcăminte și accesorii.Hello Kitty a intrat și pe piața de vin cu o colecție alcătuită din patru vinuri disponibile pentru cumpărare online, continuând o extindere a produselor ce vizează publicul mai vechi.

## Bijuterii
În primăvara anului 2005, Simmons Jewelry Co. și Sanrio au anuțat un parteneriat de bijuterii licențiat numit “Kimora Lee Simmons for Hello Kitty" care a fost lansat exclusiv la Neiman Marcuscu,cu prețuri ce variază de la 300 dolari la 5000 dolari. Bijuteriile sunt lucrate manual și sunt formate din diamante, pietre prețioase, pietre semi-prețioase, aur 18K, argint Sterling, email și ceramică.
În toamna anului 2008, Simmons Jewelry Co. și Sanrio au debutat cu o colecție de bijuterii fine și ceasuri numită "Hello Kitty® by Simmons Jewelry Co." Colecția a fost lansată împreună cu Zales Corporation pentru a extinde în continuare îndemâna brandului, și a dezvolta accesorii pentru a satisface fiecare fan Hello Kitty. 

## Instituții Hello Kitty
Există un restaurant tematic numit Hello Kitty Dulciuri,situat în Taipei,Taiwan. Decorul restaurantului și multe feluri de mâncare sunt modelate după caracterul Hello Kitty. 
În 2008, s-a înființat o maternitate cu tematică Hello Kitty deschisă în Yuanlin,Taiwan. Hello Kitty este prezentă pe păturile care le primesc viitoarele mămici, decorul camerei, lenjeria de pat și uniformele asistentelor medicale. Proprietarului spitalului a explicat că speră că așa ar ușura stresul provocat de naștere. 
Hello Kitty este principala mascotă la parcurile tematice japoneze Sanrio Harmonyland și Sanrio Puroland.
Există, de asemenea, o Hello Kitty Cafe, situată pe o alee în pantă, principala arteră în Coreea de Sud
Hello Kitty Casa Café în Bangkok, Thailanda, a fost înființată în august, 2014. Ceai,prăjituri, înghețată și suveniruri sunt disponibile. Acesta este situată la One Siam Square, Pathumwan Road, iar orele de deschidere zilnic sunt 10.00-22.00.

## Desene animate
Au existat mai multe serii diferite de televiziune Hello Kitty. Prima serie de televiziune animată a fost Hello Kitty's Furry Tale Theater , care a conținut 13 episoade și a fost difuzată în 1987. Următoarea, un OVA numit Hello Kitty and Friends, a ieșit în 1993 și a avut tot 13 episoade. Hello Kitty's Paradise a apărut în 1999 și a fost conceput din 16 episoade.  Hello Kitty's Stump Village a apărut în 2005 și The Adventures of Hello Kitty & Friends a ieșit în 2006 și a fost difuzat în 52 de episoade. Seria Kiss Hello Kitty  a fost planificată petru Hub rețea dar nu s-a mai difuzat niciodată.
Hello Kitty's Paradise a fost un program live de acțiune pentru copii,de lungă durată, care a fost difuzat pe TXN din ianuarie 1999 până în martie 2011.Acea săptămână,s-a înregistrat ca fiind săptămâna cu cel mai longeviv program de televiziune din istoria rețelei. În ianuarie 2011, creatorii show-ului au căzut de comun acord să pună capăt seriei după douăsprezece sezoane, cu ultimul episod difuzat la 29 martie.

## Muzică
Hello Kitty are propriul ei album de marcă, Hello World,oferind melodii Hello Kitty inspirate și efectuate de o colecție de artiști, printre care Keke Palmer, Cori Yarckin și Ainjel Emme.
Hello Kitty a fost, de asemenea, ales de AH-Software a fi baza noului Vocaloid Nekomura Iroha pentru a sărbători 50 de ani de Sanrio.
Cântăreața Avril Lavigne a scris și înregistrat un cântec numit "Hello Kitty" pentru album de studio lansat al 5-lea în 2013.

## Jocuri video
Numeroase jocuri Hello Kitty au fost produse de la lansarea primului titlu de Famicom în 1992,dar cu toate acestea, majoritatea acestor jocuri nu au fost niciodată puse în afara Japoniei.